# الستون (آیووا)
الستون (به انگلیسی: Ellston) شهری در ایالت آیووا کشور ایالات متحده آمریکا است که جمعیت آن در سرشماری سال ۲۰۱۰ میلادی، ۴۳ نفر بوده‌است.